# 1 Zmotoryzowany Batalion Żandarmerii
1 Zmotoryzowany Batalion Żandarmerii (niem. 1 Gendarmerie-Bataillon (motorisiert)) – formacja niemieckiej żandarmerii zmotoryzowanej utworzona 24 czerwca 1942 r. w Warszawie. Od 1944 roku jednostka otrzymała nazwę 1 Zmotoryzowany Batalion Żandarmerii SS (mimo że nie była to formacja SS).
Formacja liczyła ponad 400 osób. Składała się z dowództwa, plutonu motocyklowego, plutonu łączności oraz trzech kompanii po blisko 130 żandarmów, każdej składającej się z trzech plutonów. W listopadzie 1942 roku jej jednostki stacjonowały w Białej Podlaskiej, Lubartowie i Zamościu. Jednak siedziby tej formacji wielokrotnie się zmieniały. Jej dowódcą był mjr Erich Schwieger.
Podobnie jak inne tego typu jednostki 1. zmotoryzowany batalion formacja posiadała silne uzbrojenie oraz charakteryzowała się większą mobilnością dysponując samochodami ciężarowymi i osobowymi oraz motocyklami. Jednostka działała na dużym obszarze Generalnego Gubernatorstwa, szybko się przemieszczając.  Dokonywała licznych zbrodni na Polakach i Żydach.